# Aeroporto de Karlsborg
O Aeroporto de Karlsborg (em sueco:  Karlsborgs flygplats; código ICAO: ESIA) é um aeródromo militar localizado a 2 km a sul da pequena cidade de Karlsborg, no sul da Suécia.

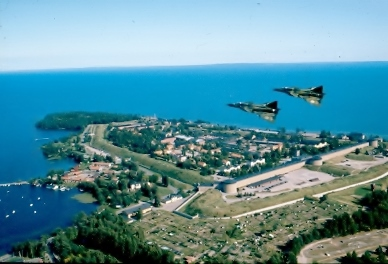
Aeronaves militares sobrevoando o forte de Karlsborg
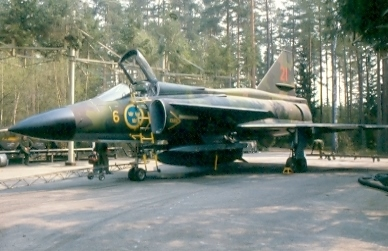
Avião AJ 37 Viggen na pista do aeroporto